# Jonah Gadjovich
Jonah Gadjovich (Whitby, Ontario, 12 de octubre de 1998) es un jugador profesional canadiense de hockey sobre hielo que se desempeña en la posición de extremo izquierdo en Florida Panthers, equipo de la National Hockey League (NHL).

## Carrera
Fue seleccionado en la segunda ronda en la NHL Entry Draft de 2017. En 2020 hizo su debut profesional con el equipo Vancouver Canucks, en el cual jugó una temporada (2020-2021), después pasó a San Jose Sharks (2021-2023), luego a Florida Panthers, donde lleva jugando una temporada.